# Герб Арагону
Герб Арагону — символ автономної спільноти Іспаніх. Герб вперше засвідчений у своїй найвідомішій композиції у 1499 році, складається з чотирьох полів, які у прийнятій конфігурації були розповсюджені з перевагою над іншими геральдичними символами, прагнучи консолідуватись від Нового часу, щоб міцно прижитися в ХІХ ст. та буде затверджено відповідно до заповіту Королівською історичною академією у 1921 році.

## Опис
|  | Щит, почетвертований: Перша чверть: на золотому полі, вирваний з корінням дуб, із сімома пнями, у їх природних кольорах, увінчаний зрізаним латинським червоним хрестом. Друга: на синьому полі срібний лицарський хрест з вістрям унизу у правому верхньоу куті. Третя: на срібному полі - червоний хрест Святого Юрія з чотирма мавританськими головами, із срібними пов'язками. Четверта: на золотому полі чотири червноні палі, рівні між собою та просторами поля. Весь щит, вкнитий відкритою королівською короною з восьми розеток, чотири з них видно, з перлинами, і вісім лілій, п'ять видимих, з рубінами та смарагдами на обручі, пропорційно щиту з двох і з половини до шостої. |

## Історія
Після найдавнішої збереженої моделі, на обкладинці інкунабули друкаря Пабло Хуру від 1499 р., Хроніка Арагона Гуальберто Фабрикіо Вагада, перша чверть вшановує пам'ять легендарного Королівства Собрарбе; у другій знаходиться так званий «Крус де Аньіго Аріста», який вважається з XIV століття гербом стародавнього Арагону; у третій чверті з'являється чотириголовий мавританський хрест Святого Юрія (так званий «Хрест Алькораза»). За традицією, він нагадував про допомогу святого в битві за християнське завоювання Уески в ХІ столітті, і це задокументовано вперше на реверсі печатки свинцевого віттиску Педро III Арагонського в 1281 році, а з XV століття він вважався однією з ексклюзивних емблем королівства Арагон разом із Хрестом Аріста та гербом Арагонської корони; а по-четверте — емблема, яка, на думку деяких геральдиків, представляє сучасний Арагон — хоча в історичних джерелах ніколи не було такої емблеми «сучасного Арагону», так звані «арагонські бруски», що становили герб Арагонської корони.
Арагонський щит став предметом суперечки, оскільки регіональний президент Марчеліно Іглесіас припустив, що, можливо, третя чверть щита, що містить чотири обезголовлених голови маврів, нагадує про завоювання Уески королем Педро І в Арагонським в 1096 році в битві при Алкораз міг пригнічувати ісламську громаду Сарагоси.

## Галерея

Перші свідчення герба Арагона. Фабриціо Вагад, Арагонська хроніка. Інкунабула, надрукована в Сарагосі в 1499 році Пабло Гуру.
Геральдичний дизайн Арагонського щита.
Старовинна конструкція герба Арагону.